# Radisson Blu Hotel Hamburg
Radisson Blu Hotel Hamburg – czterogwiazdkowy hotel w Hamburgu, w Niemczech. Jest własnością Radisson Hotels & Resorts. Jest to budynek o wysokości 108 metrów. Jest to najwyższy hotel w Hamburgu, a także najwyższy budynek w mieście. Leży w pobliżu dworca Dammtor i Congress Center Hamburg (CCH). Posiada 32 piętra i 556 pokoi.
Został zbudowany w latach 1970-1973 i początkowo nazwał się Hotel Plaza Hamburg. W 1988 roku został kupiony przez Grupę SAS. Od października 2008 r. do 24 września 2009 miała miejsce przebudowa hotelu i renowacja elewacji. Przebudowa kosztowała 48 mln €. Z bezpośrednim dostępem do CCH Radisson Blu Hotel Hamburg posiada także obszar konferencyjny o powierzchni 2122 m² z 12 salami konferencyjnymi. Jest jednym z największych miejsca do organizowania spotkań, konferencji i kongresów pośród wszystkich hoteli w Hamburgu.

## Galeria

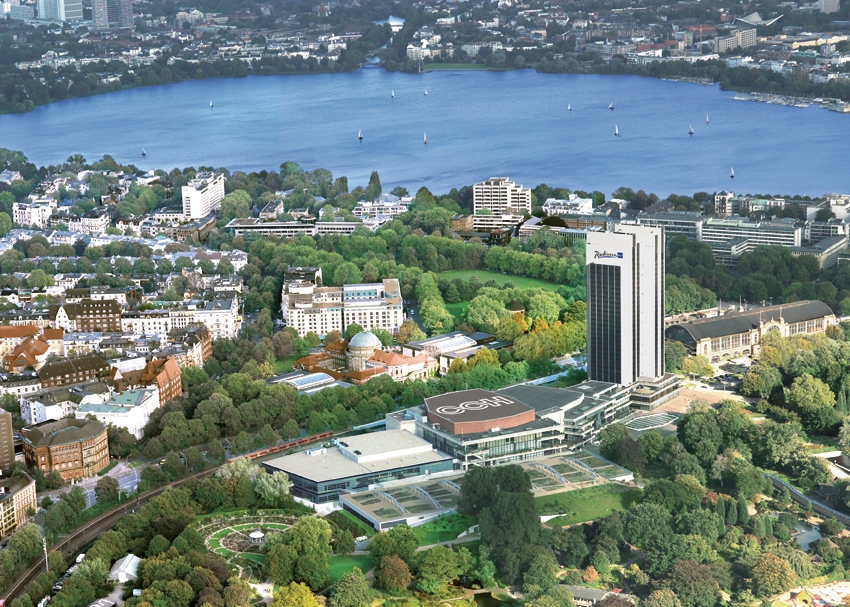
Radisson Blu Hotel i okolica z lotu ptaka
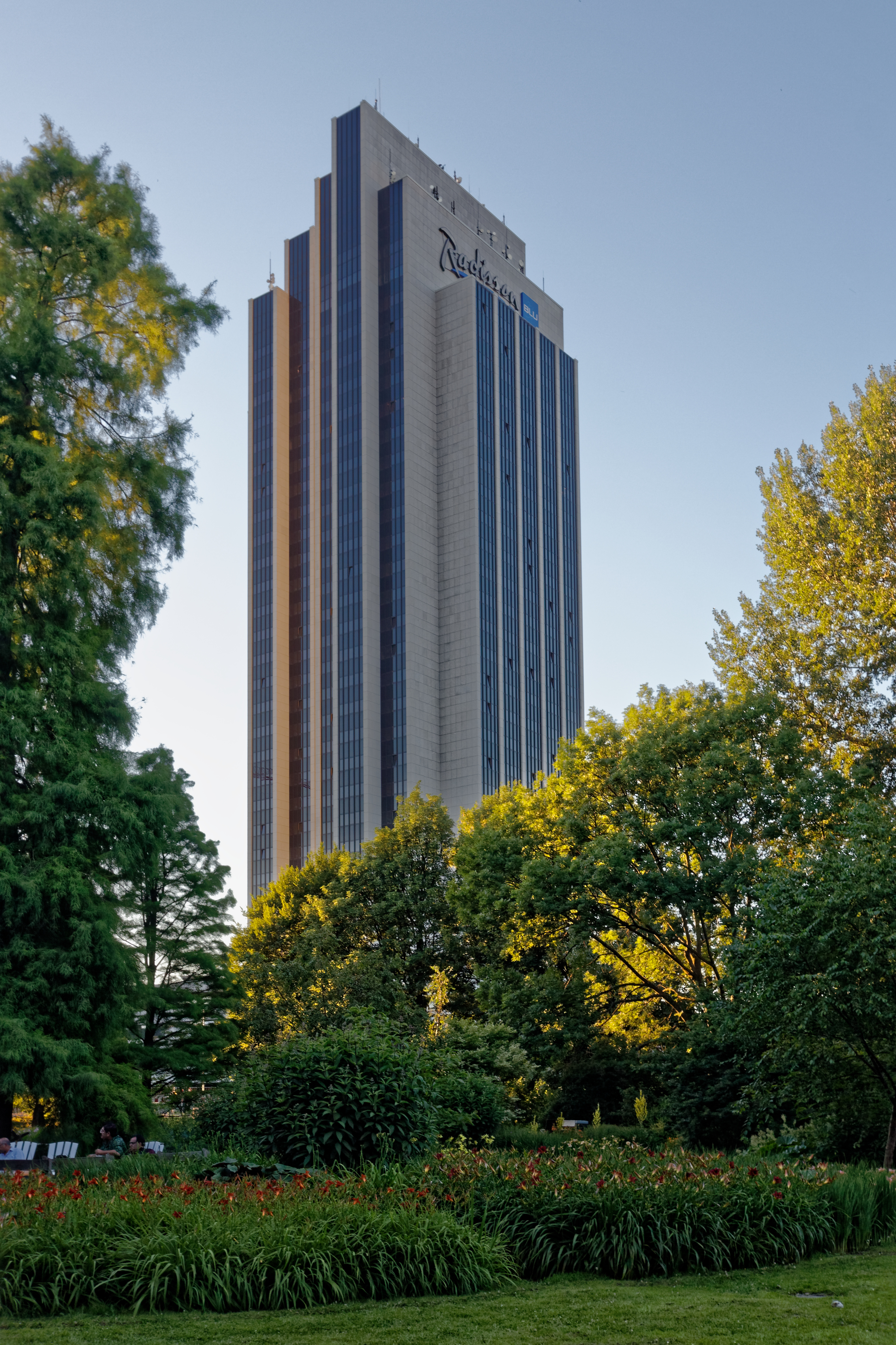
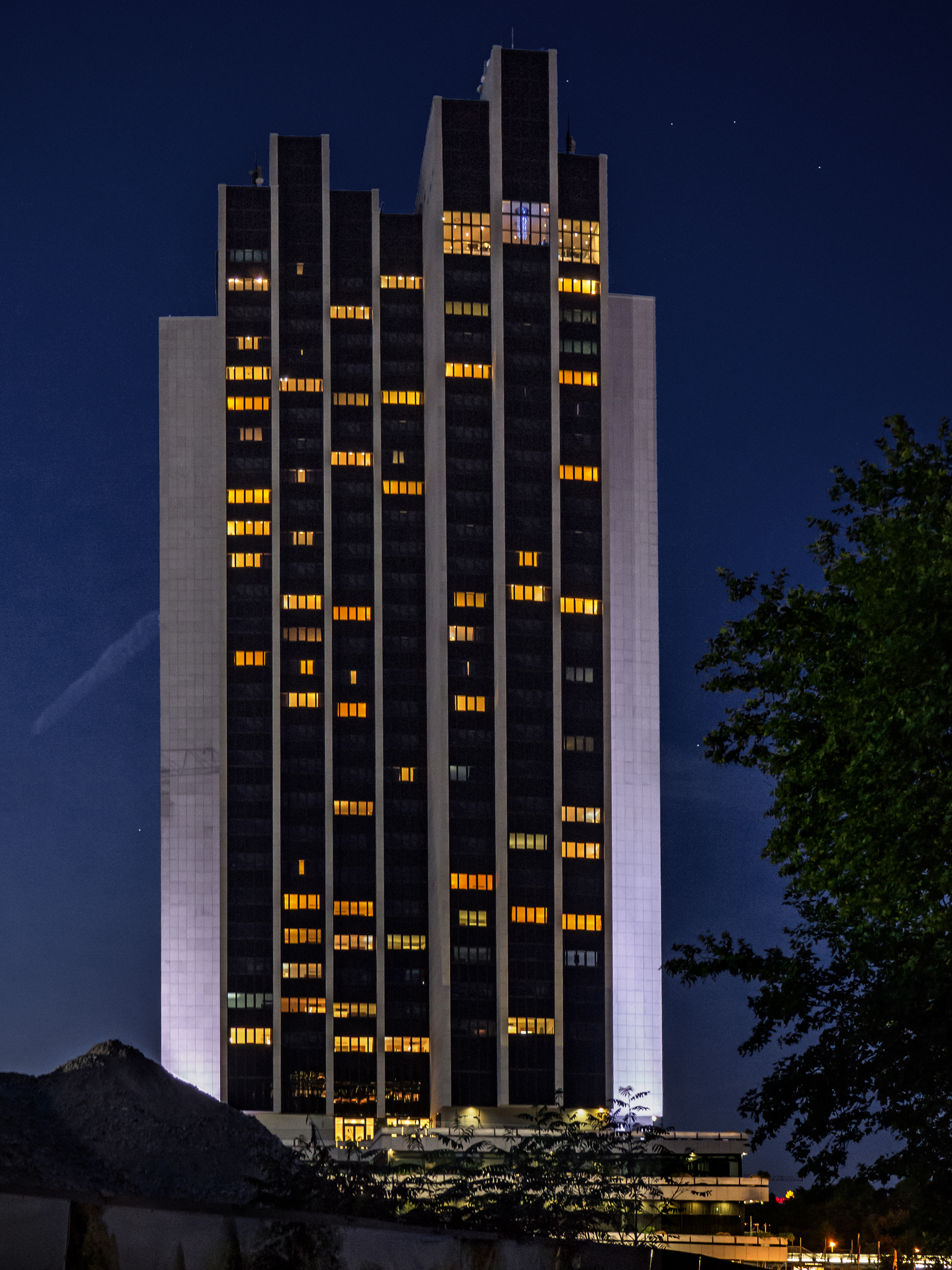
Radisson Blu Hotel w nocy
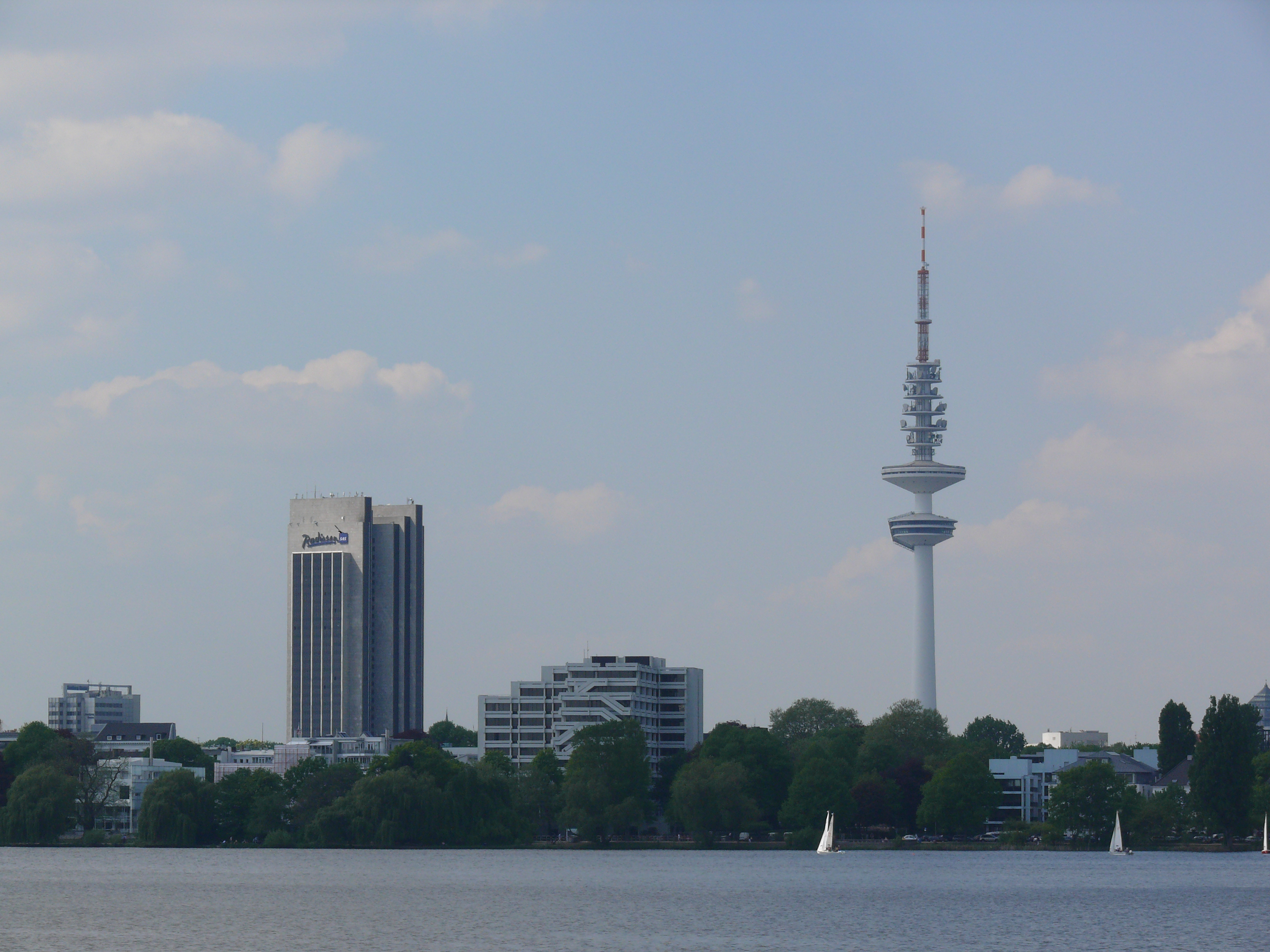
Radisson Blu Hotel i wieża radiowo-telekomunikacyjna Heinrich-Hertz-Turm